# 關偉樂
關偉樂，（1988年6月15日—），暱稱奈樂樂，（1988年6月15日—），是一位香港繪本畫家。他藉其推出的暗黑繪本系列，以表達社會中黑暗的一面。 

## 生平經歷
奈樂樂（Nalok.Lok），本名關偉樂，香港出生，於香港理工大學畢業。
他是香港插畫師協會常務委員，並曾先後出版了七本繪本。

## 風格
他擅長透過暗黑的繪畫風格及故事以表達現實社會中黑暗的一面。他曾經重編龜兔賽跑的故事，並藉此表達對社會中「事不關己，己不勞心」問題的不滿。
他繪本的故事通常都是取自於自身、同儕或社會時事的真實經歷。

## 出版作品

### 繪本

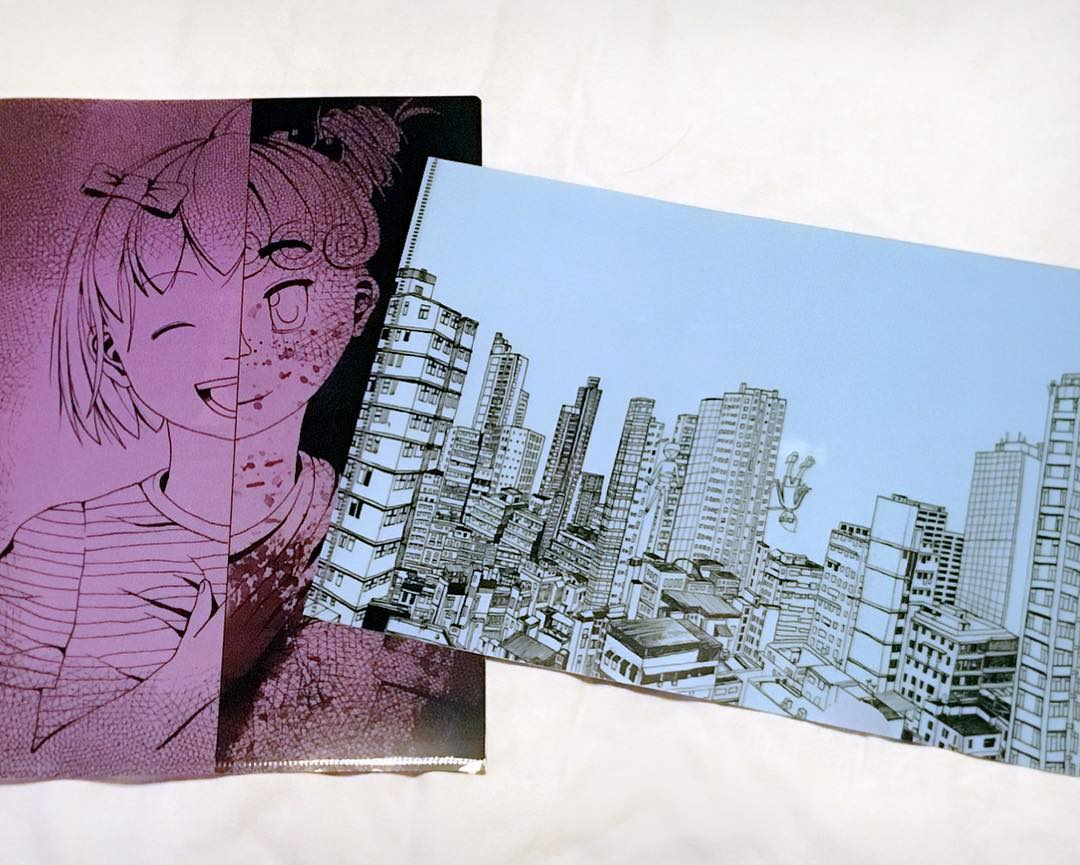
奈樂樂的原稿Folder

| 年份 | 作品名稱           | 出版社               | ISBN          |
| ---- | ------------------ | -------------------- | ------------- |
| 2017 | 《恐怖核心與小鳥》 | 樂緻設計             | 9789887596905 |
| 2017 | 《魔女的謊言》     | 蘭臺(少年兒童)出版社 | 9789869335683 |
| 2017 | 《龜兔再賽跑》     | 超媒體出版社         | 9789888670864 |
| 2018 | 《跳下去的一秒》   | 蘭臺(少年兒童)出版社 | 9789869335690 |
| 2020 | 《最強的是甚麼?》  | 超媒體出版社         | 9789888670833 |
| 2021 | 《讓我吃雪吧!》    | 蘭臺(少年兒童)出版社 | 9789869713641 |
| 2022 | 《不想進入的房間》 | 樂緻設計             | 9789887596912 |

## 衍生作品

### 動畫
| 年份 | 劇名             | 導演   | 監製   | 上映時間地點                      |
| ---- | ---------------- | ------ | ------ | --------------------------------- |
| 2019 | 《跳下去的一秒》 | 奈樂樂 | 奈樂樂 | 2019年3月5日香港上映 網上公開播放 |

### MV
| 年份 | 曲名                                      | 作詞   | 作曲   | 編曲            | 主唱             |
| ---- | ----------------------------------------- | ------ | ------ | --------------- | ---------------- |
| 2023 | 《不想進入的房間》印象曲 - 《盡頭的房間》 | 薑檸樂 | 胡樂彤 | 施詠輝( s.w.f.) | 胡樂彤 Melody Wu |

## 獎項紀錄
- 「日本插畫師協會-Illustrator Of The Year 2022」最優秀出版插畫賞[5]
- 「青藝節青少年藝術家年賞-多媒體組別」十大青少年藝術家
- 「第六屆動畫支援計劃 （页面存档备份，存于）-初創企業動畫」優異奬
- 「第十屆原創漫畫新星大賽 （页面存档备份，存于）」亞軍
- 「DIP Illustration Design Contest」優異獎[6]